# Vico Equense
Vico Equense est une commune italienne de la ville métropolitaine de Naples, dans la région Campanie.

## Géographie

### Hameaux
Arola, Bonea, Fornacelle, Massaquano, Moiano, Montechiaro, Pacognano, Pietrapiano, Preazzano, Sant'Andrea, Seiano, Ticciano, Tordigliano-Chiosse, Villaggio Monte Faito.

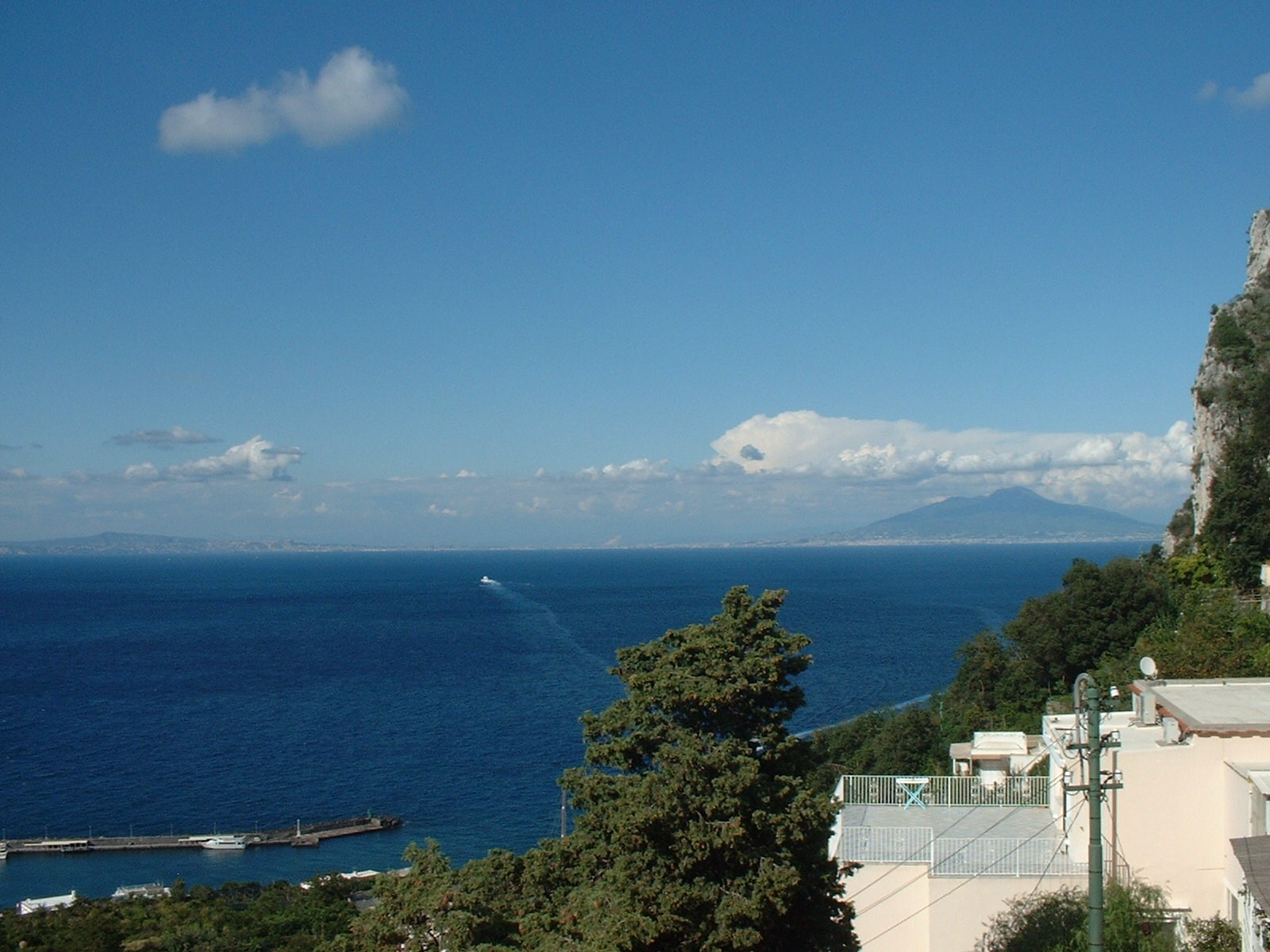
Vico Equense : vue sur la baie de Naples.

## Monuments et lieux d'intérêt

### Monuments religieux

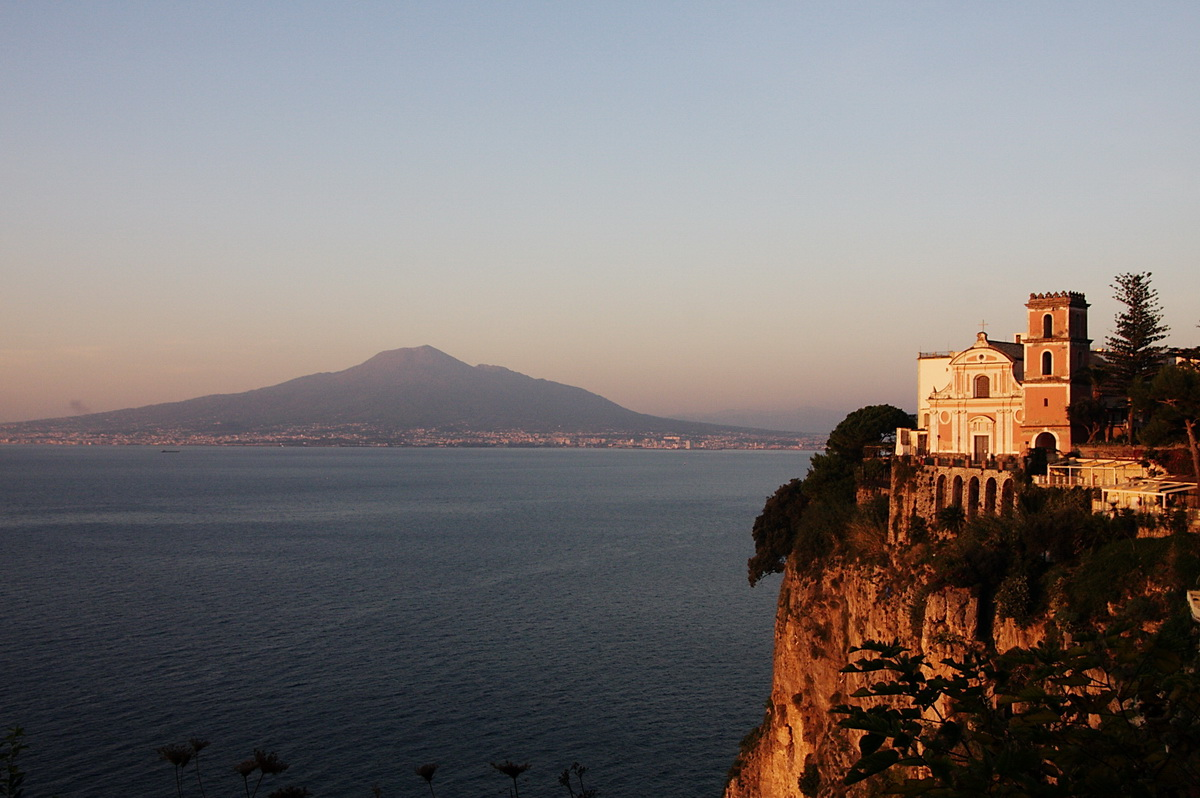
L'église de la Très Sainte Annonciation (Chiesa della Santissima Annunziata).

- L'église de la Très-Sainte-Annonciation (la Chiesa della Santissima Annunziata) a été bâtie au XIVe siècle, entre 1320 et 1330 sur décision de l'évêque Giovanni Cimino. Elle fut de sa création jusqu'à 1818 la Cathédrale du diocèse de Vico Equense. Cependant, ce diocèse est supprimé le 28 juin 1818 pour être englobé dans celui de Sorrente et l'église de la Très-Sainte-Annonciation perd donc son statut de cathédrale. Touchée par le séisme de 1980 en Irpinia, elle est ensuite fermée pour des travaux de restauration pendant une quinzaine d'années et n'est rouverte qu'en août 1995.

L'église est célèbre pour sa situation sur un promontoire rocheux, à pic sur la mer et sur la baie de Naples. Le dernier évêque à y avoir siégé fut Michele Natale, pendu en 1799 pour avoir adhéré à la République parthénopéenne et s'être opposé à la monarchie.

## Personnalités
- Giambattista della Porta (1535-1615), écrivain, qui a tenté de faire de la magie naturelle une disciple savante, cryptologue,  spécialiste de physiognomie.
- Gaetano Filangieri (1752-1788), juriste.
- Gaia Girace, actrice.

## Société

### Liste des maires
| Période                                  | Période      | Identité         | Étiquette     | Qualité |
| ---------------------------------------- | ------------ | ---------------- | ------------- | ------- |
| 13 juin 2006                             | 19 juin 2016 | Gennaro Cinque   | Centro-Destra |         |
| 19 juin 2016                             | En cours     | Andrea Buonocore | liste civique |         |
| Les données manquantes sont à compléter. |              |                  |               |         |

### Évolution démographique
Habitants recensés

## Jumelages
Allauch (France) depuis 2004.